# Великі Турівці
Вельке Туровце (словац. Veľké Turovce) — село, громада округу Левіце, Нітранський край. Кадастрова площа громади — 9.19 км².
Населення 759 осіб (станом на 31 грудня 2018 року).

## Історія
Вельке Туровце згадується 1156 року.

## Населення
| Рік:            | 1994. | 2004.   | 2014.   | 2024.   |
| --------------- | ----- | ------- | ------- | ------- |
| Кількість осіб: | 822   | 806     | 750     | 749     |
| Різниця:        |       | -1,94 % | -6,94 % | -0,13 % |

| Рік:            | 2023. | 2024.   |
| --------------- | ----- | ------- |
| Кількість осіб: | 742   | 749     |
| Різниця:        |       | +0,94 % |